# Girolamo Bizzarri
Girolamo Bizzarri, detto Mino, (Roseto degli Abruzzi, 1º giugno 1967) è un allenatore di calcio ed ex calciatore italiano, di ruolo attaccante.

## Carriera
Ha militato in numerose squadre professionistiche italiane, riuscendo a segnare in tutte le categorie dalla Serie A fino alla Serie D.
Dopo aver giocato in varie squadre nelle categorie minori, debutta in Serie B nel 1991 con la maglia del Taranto. In seguito torna in Serie C1 con la Reggina e poi con la SPAL: a Ferrara segnerà 43 reti in due anni e queste grandi prestazioni gli valgono la Serie B, dove gioca un anno al Cesena e poi al Brescia. Con le Rondinelle nella Serie B 1996-1997 segna 11 reti che contribuiscono alla promozione dei lombardi in Serie A; in tale categoria nella stagione seguente scende in campo 8 volte mettendo a segno 3 reti tutte decisive (quella del definitivo 2-2 contro il Milan e poi una doppietta contro il Parma sconfitto per 3-1).
Nel 1998 gioca ancora in Serie B con la maglia del Ravenna e poi scende in Serie C1 col Modena. Nel 2000-2001 disputa la sua ultima stagione in cadetteria con la Pistoiese (9 reti in 28 gare); qui verrà indagato per una presunta combina di Atalanta-Pistoiese, insieme ad altri calciatori come Cristiano Doni e Massimiliano Allegri. In seguito verrà prosciolto, anche se 12 anni dopo Cristiano Doni ammetterà che la partita fu realmente truccata. Poi giocherà altre stagioni in Serie C con Brescello, Reggiana e Rosetana, sua ultima squadra professionistica.
Nel 2005-2006 gioca in Serie D nel Morro d'Oro, dove a quasi 39 anni, riesce comunque a segnare 15 reti.
Nel 2007-2008 inizia la sua carriera di allenatore nella Rosetana. Tra esoneri e richiami resta sulla panchina adriatica fino alla stagione 2009-2010, ottenendo una promozione dal campionato di Promozione Abruzzese in Eccellenza Abruzzese tramite play-off nel 2008-2009. Nella stagione 2011-2012 inizia ad allenare la squadra degli allievi regionali dell'A.S Roseto Calcio. Nel 2021 al Real.C. Guardia Vomano, nel 2022 al Fontanelle e nel 2023 all'Universal Roseto

## Palmarès

### Club

#### Competizioni giovanili
- Campionato Primavera: 1

Torino: 1984-1985
- Torneo di Viareggio: 1

Torino: 1985

#### Competizioni nazionali
- Serie B: 1

Brescia: 1996-1997